# Athanase III d'Antioche
Pour les articles homonymes, voir Athanase.
Athanase III d'Antioche fut le quarante-huitième patriarche d'Antioche d'avril 724 à 740 suivant le décompte de l'Église syriaque orthodoxe.

Abbé de Gouba il succède à Élie Ier et meurt en 740.